# Рю Сен-Мор (станция метро)
Рю Сен-Мор (фр. Rue Saint-Maur) — станция линии 3 Парижского метрополитена, расположенная в XI округе. Названа по одноимённой улице (фр. Rue Saint-Maur), расположенной к западу от станции, получившей своё имя в честь святого Мавра, ученика святого Бенедикта. Рядом со станцией располагается Высшая школа коммерции Франции.

## История
- Станция открылась 19 октября 1904 года в составе первого участка линии 3 Вилье — Пер-Лашез. До 1 сентября 1998 года станция называлась "Сен-Мор", однако потом название пришлось удлинить до нынешнего, так как возникала путаница со станцией RER A «Сен-Мор-де-Фоссе».
- Пассажиропоток по станции по входу в 2011 году, по данным RATP, составил 2 846 171 человек[2]. В 2013 году этот показатель вырос до 2 960 155 пассажиров (182 место по уровню пассажиропотока в Парижском метро)[3]

## Галерея

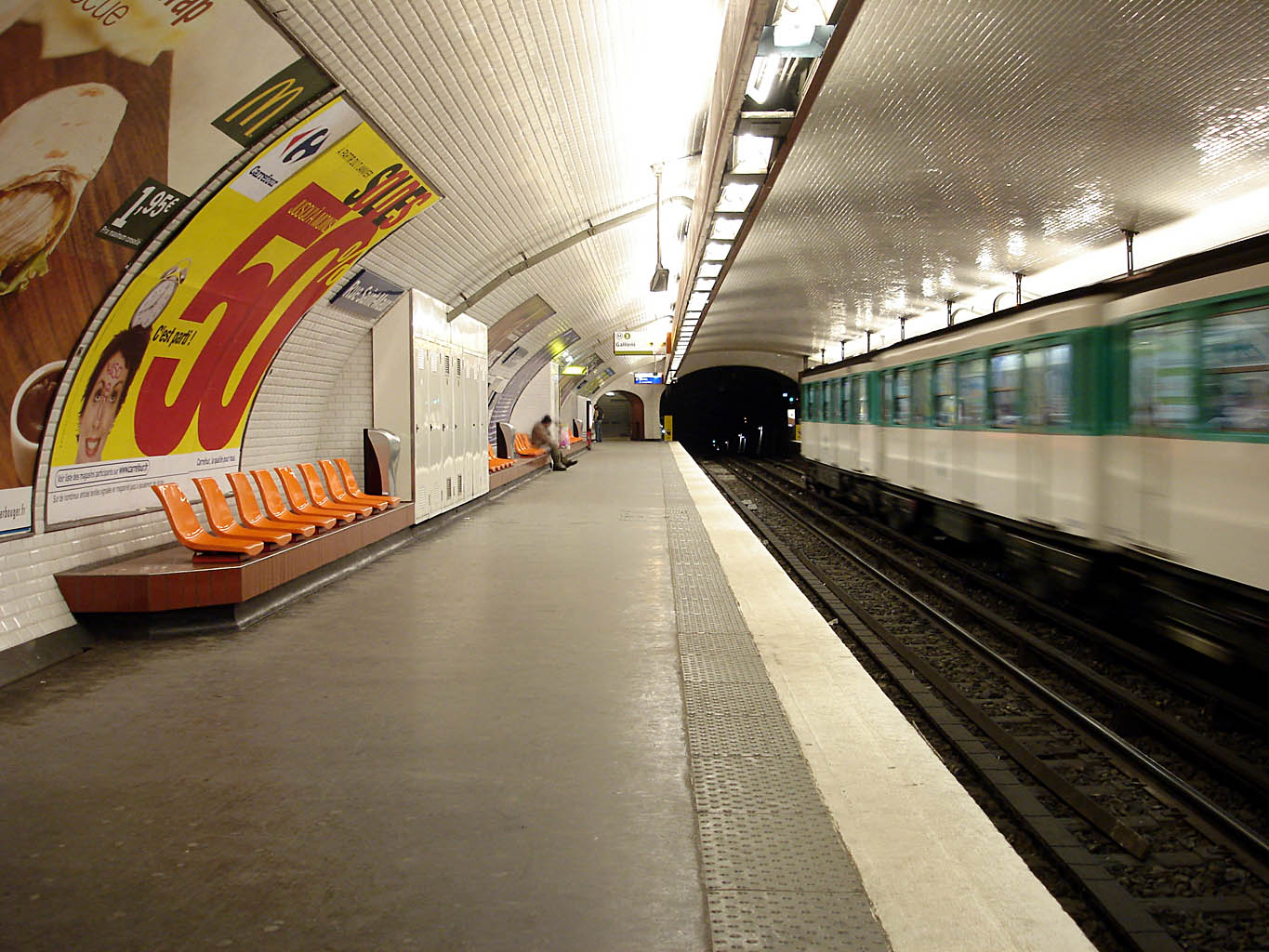
Состав модели MF 67 на станции
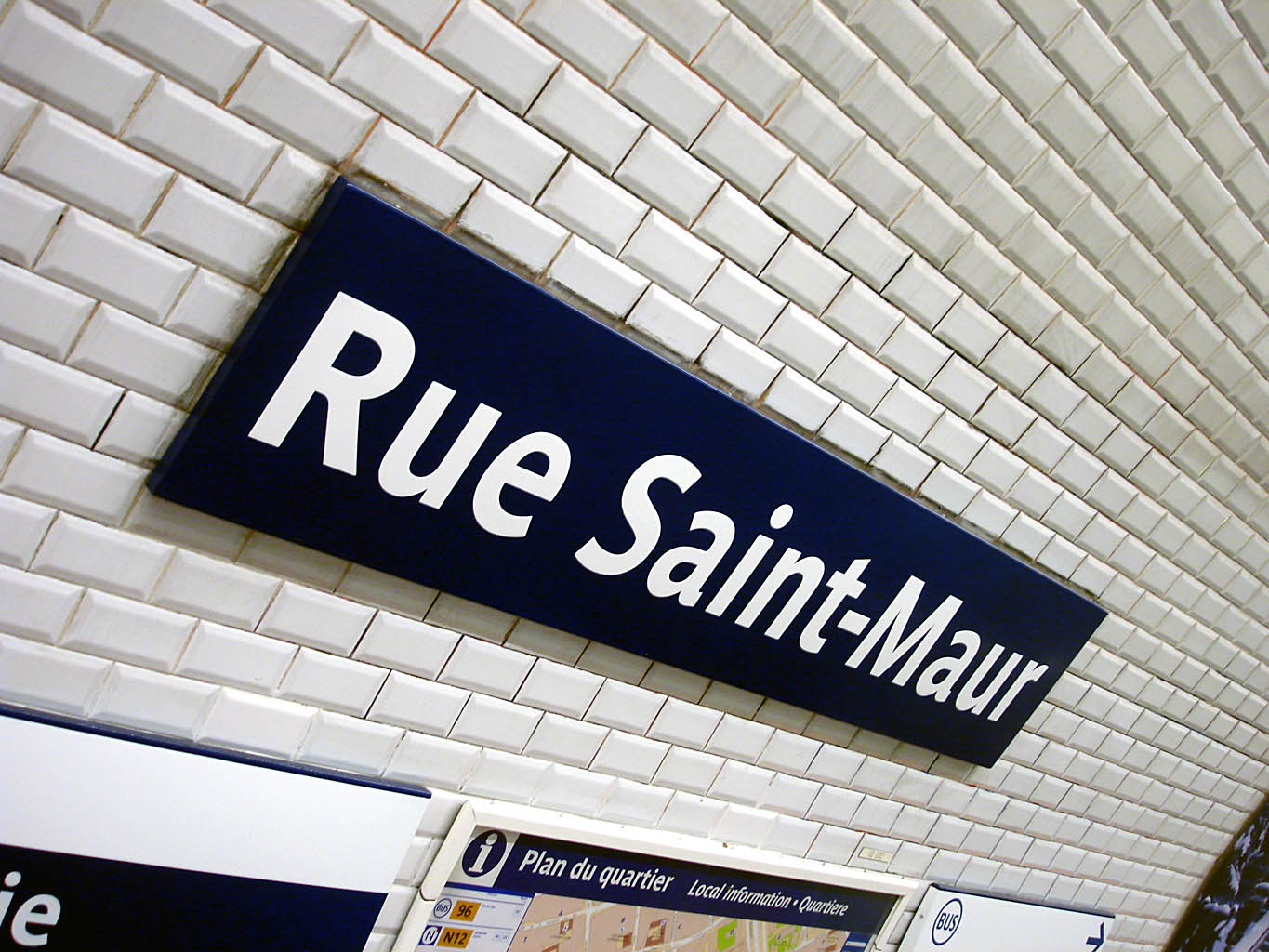
Вывеска с названием станции